# Argentea Planum
Argentea Planum es una formación geológica de tipo planum (meseta) en la superficie de Marte, localizada con el sistema de coordenadas planetocéntricas a -63.86 latitud N y 337.89° longitud E, que mide 1.370,64 km de diámetro. El nombre fue aprobado por la Unión Astronómica Internacional en el año 2003 y hace referencia a una de las características de albedo en Marte.